# Darren Baker
Darren Baker (San Francisco, 13 juni 1967) is een voormalig wielrenner uit de Verenigde Staten. Hij was actief als beroepsrenner van 1992 tot 2004.

## Erelijst
1991
- 1e etappe Killington Stage Race

1992
- 3e etappe Fitchburg Longsjo Classic

1994
- 4e etappe Cascade Cycling Classic
- 4e etappe Tour of Willamette

1996
- 3e etappe Killington Stage Race
- 5e etappe Killington Stage Race
- 5e etappe Rutas de América

1997
- 2e etappe Cascade Cycling Classic

## Resultaten in voornaamste wedstrijden
| Jaar | Ronde van Italië | Ronde van Frankrijk | Ronde van Spanje |
| ---- | ---------------- | ------------------- | ---------------- |
| 1997 |                  |                     | 72e              |

| Jaar | Milaan-San Remo | Luik-Bast.‑Luik |
| ---- | --------------- | --------------- |
| 1997 | 119e            | 96e             |